# Leslie Probyn
Sir Leslie Probyn, KCMG (* 23. Februar 1862; † 17. Dezember 1938 in Folkestone, Kent, England) war ein britischer Kolonialbeamter, der unter anderem von 1904 bis 1910 Gouverneur der Sierra Leone, zwischen 1911 und 1918 Gouverneur von Barbados sowie zuletzt von 1918 bis 1924 Gouverneur von Jamaika war.

## Leben

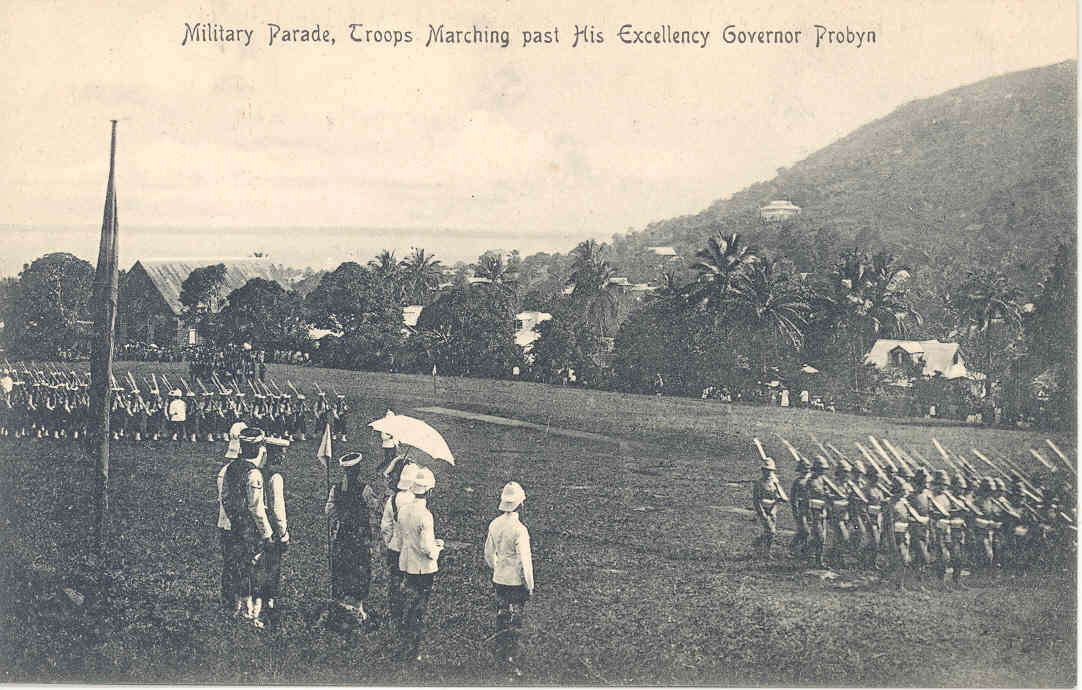
Truppenparade vor Sir Leslie Probyn während dessen Amtszeit als Gouverneur von Sierra Leone.

Leslie Probyn war ein Sohn Edmund Probyn, der Friedensrichter, Deputy Lieutenant und High Sheriff der Grafschaft Gloucestershire war, und dessen Ehefrau Charlotte Seymour Jones. Zu seinen Geschwistern gehörte Charlotte Eugenia Probyn, die mit Lieutenant-Colonel George Rodney, 7. Baron Rodney (1857–1909) verheiratet war. Seine Schwester Alice D’Alton Probyn war drei Mal verheiratet, und zwar in erster Ehe mit Ernest Vaughan, 5. Earl of Lisburne (1836–1888), in zweiter Ehe mit William Amherst, 3. Earl Amherst (1836–1910) sowie in dritter Ehe mit Prinz Jean Sapieha-Kodenski. Seine Schwester Evelyn Probyn schließlich war die Ehefrau von George Vaughan, 6. Earl of Lisburne, der wiederum der Sohn ihres Schwagers Ernest Vaughan, 5. Earl of Lisburne war. Er selbst absolvierte ein Studium der Rechtswissenschaften und nahm nach seiner anwaltlichen Zulassung bei der Anwaltskammer (Inns of Court) von Middle Temple 1884 eine Tätigkeit als Barrister auf. Er trat später in den kolonialen Verwaltungsdienst (Colonial Administrative Service) ein und war nach verschiedenen Verwendungen zwischen 1893 und 1896 zunächst Generalstaatsanwalt (Attorney-General) der Kronkolonie Kronkolonie British Honduras. Daraufhin fungierte er von 1896 bis 1901 als Generalstaatsanwalt der Kronkolonie Grenada und wurde anschließend nach Westafrika versetzt, wo er zwischen 1901 und 1904 Sekretär der Verwaltung sowie zeitweise kommissarischer Hochkommissar des Protektorats Südnigeria war. 1903 wurde er für seine Verdienste in dieser Funktion zum Companion des Order of St Michael and St George (CMG) ernannt.
Als Nachfolger von Sir Charles King-Harman übernahm er am 3. Oktober 1904 das Amt als Gouverneur der Sierra Leone und bekleidete dieses bis 1910, woraufhin Sir Edward Marsh Merewether ihn dort ablöste. Während dieser Zeit wurde er am 9. November 1909 als Knight Commander des Order of St Michael and St George (KCMG) geadelt, so dass er fortan das Prädikat „Sir“ führte. Am 13. Februar 1911 wurde er Nachfolger von Sir Gilbert Thomas Carter als Gouverneur von Barbados. Er hatte dieses Amt bis 1918 inne und wurde anschließend von Sir Charles Richard Mackey O’Brien abgelöst.
Zuletzt wurde Sir Leslie Probyn am 11. Juni 1918 Gouverneur von Jamaika und trat dort die Nachfolge von Sir William Henry Manning an, nachdem zwischen dem 1. Ma und dem 11. Juni 1918 Robert Johnstone kommissarischer Gouverneur war. Er bekleidete diese Funktion bis 1924, woraufhin Herbert Bryan die Amtsführung kommissarisch übernahm und Sir Samuel Herbert Wilson am 29. September 1924 formell das Amt als Gouverneur übernahm. Er war zeitweise als Friedensrichter (Justice of the Peace) tätig und engagierte sich als Vizepräsident der Cremation Society of Great Britain, eine 1874 gegründete Organisation mit dem Ziel, die Feuerbestattung als alternative Möglichkeit zur Erdbestattung der Leichen zu fördern, die bis dahin die einzige Option war. Er war seit 1885 mit der 1926 verstorbenen Emily Davies, OBE, verheiratet. Aus dieser Ehe ging die Tochter Dorothy Emily Probyn († 1963) hervor.